# Алексіївка (Зеленоградський район)
Алексіївка (рос. Алексеевка, нім. Auschlacken) — селище Зеленоградського району, Калінінградської області Росії. Входить до складу Переславського сільського поселення.
Населення — 39 осіб (2015 рік).

## Населення
| 2002 | 2010 |
| ---- | ---- |
| 37   | ↗39  |